# ケイト&アンナ・マクギャリグル・ファースト
| 専門評論家によるレビュー | 専門評論家によるレビュー |
| レビュー・スコア         | レビュー・スコア         |
| 出典                     | 評価                     |
| ------------------------ | ------------------------ |
| オールミュージック       | [ 4 ]                    |
| Christgau's Record Guide | A                        |
| ローリング・ストーンズ   | (very favorable)         |

『ケイト&アンナ・マクギャリグル・ファースト』（Kate＆Anna McGarrigle）は、1976年1月にリリースされたケイト&アンナ・マクギャリグルのデビュー・アルバム :30–31。このアルバムにはローウェル・ジョージ、ボビー・キーズ、トニー・レヴィンなどのゲスト・ミュージシャンの他に、長姉のジェーン・マクギャリグル、アンナの夫デイン・ランケン、そして兄弟姉妹の旧友のチャイム・タネンバウムなどの家族や友人が参加している。 
「Swimming Song」は明確な名前は出ていないが「Go Leave」でも言及されている、当時のケイトの夫であるシンガーソングライターのラウドン・ウェインライト3世が作詞・作曲し、元々演奏していた曲である。 

## 反響
2011年には、イギリスの作曲家でテレビ司会者のハワード・グドールがこのアルバムを彼の「ベスト・アルバム6枚」の1枚に選び、「私にとっての2つの傑出したカットは、全く美しい『Heart Like a Wheel』とフランス・カナダの疑似フォークソング『Complainte pour Ste-Catherine』です。……2人の穏やかなハーモニーは紛れもなく忘れられないものです」と述べている。

## 受賞
1976年12月25日、このアルバムはイギリスの『メロディ・メイカー』誌で「ロック・アルバム・オブ・ザ・イヤー」に選ばれた:37。また、1976年のパズ＆ジョップの投票では5位にランクインした。2016年、このアルバムはポラリス・ヘリテージ賞の1976-1985部門の審査員賞に選ばれた。

## 注目すべきカバー
このアルバムには、1972年にマッケンドリー・スプリングによって、そして1974年にリンダ・ロンシュタットによって最初に録音された「ハート・ライク・ア・ホイール」 (Heart Like a Wheel、アンナ・マクギャリグル作）が収録されている。 この歌はその後、ビリー・ブラッグ、ケイティ・ムーア、ザ・コアーズおよびジューン・テーバーを含む何組もの他のアーティストによってカバーされている。
アルバムの別の曲「メンドシーノ」 ((Talk To Me of) Mendocino、ケイト・マクギャリグル作）は、リンダ・ロンシュタットが1982年のアルバム『ゲット・クローサー』で、イギリスのシンガーソングライターのジョン・ハワードが2007年のEP『The Bewlay Brothers』で、そしてノナ・マリー&ザ・クワイアの2011年のセルフタイトル・アルバムでカバーしている。
「聖カトリーヌの哀歌」 (Complainte pour Ste-Catherine、アンナ・マクギャリグルとフィリップ・タタルシェフ）は、1989年にイギリスのポップス歌手カースティ・マッコールにカバーされた。 
「ゴー・リーヴ」 (Go Leave、ケイト・マクギャリグル作）は、エルヴィス・コステロとともにアンネ・ゾフィー・フォン・オッターによってカバーされた。

## 収録曲
1. キス・アンド・セイ・グッバイ - "Kiss and Say Goodbye"（ケイト・マクギャリグル）– 2:47
2. マイ・タウン - "My Town"（アンナ・マクギャリグル）– 2:57
3. ブルース・イン・D - "Blues in D"（ケイト）– 2:43
4. ハート・ライク・ア・ホイール - "Heart Like a Wheel"（アンナ）– 3:08
5. フーリッシュ・ユー - "Foolish You"（ウェイド・ヘムズワース）– 3:02
6. メンドシーノ - "(Talk to Me of) Mendocino"（ケイト）– 3:08
7. 聖カトリーヌの哀歌 - "Complainte pour Ste-Catherine"（アンナ、フィリップ・タタルシェフ）– 2:48
8. テル・マイ・シスター - "Tell My Sister"（ケイト）– 3:37
9. スイミング・ソング - "Swiming Song"（ラウドン・ウェインライトIII）– 2:26
10. 人生はジグソーパズル - "Jigsaw Puzzle of Life"（アンナ）– 2:29
11. ゴー・リーブ - "Go Leave"（ケイト）– 3:19
12. トラヴェリング・オン・フォー・ジーザス - "Travellin' on for Jesus"（トラディショナル、J.スペンス編曲）– 2:42

## パーソネル
- アンナ・マクギャリグル - ボーカル、キーボード、バンジョー、ボタンアコーディオン
- ケイト・マクギャリグル - ボーカル、バンジョー、ピアノ、ギター
- ジェーン・マクギャリグル（ジェーン・マクギャリグル・フォースランドとしてクレジット）- オルガン、バッキングボーカル
- トニー・レビン - ベース
- スティーブ・ガッド - ドラムス
- ジェイ・アンガー - フィドル
- ローウェル・ジョージ、デビッド・スピノザ、グレッグ・プレストピーノ、ヒュー・マクラッケン、トニー・ライス、エイモス・ギャレット、アンドリュー・ゴールド - ギター
- レッド・カレンダー - ベース
- デビッド・グリスマン - マンドリン
- ジョエル・テップ - ハーモニカ、クラリネット
- ピーター・ウェルドン - バンジョー、バッキングボーカル
- ギブ・ギルボー - フィドル
- ボビー・キーズ - テナーサックス
- プラス・ジョンソン - アルトサックス、クラリネット
- ニック・デカーロ - アコーディオン
- ラス・カンケル - ドラムス
- チャイム・タネンバウム - ギター、ハーモニカ、バッキングボーカル
- デイン・ランケン - ボーカル